# Chase XCG-20
O Chase XCG-20, também conhecido como XG-20 e pela designação do fabricante MS-8 Avitruc, foi um planador de assalto desenvolvido imediatamente após a Segunda Guerra Mundial pela Chase Aircraft Company para a Força Aérea dos Estados Unidos, sendo o maior planador já construído nos Estados Unidos. O XG-20 não foi produzido devido a uma alteração nos requisitos da força aérea norte-americana, contudo acabou por ser modificado, tornando-se no bem-sucedido bimotor Fairchild C-123 que foi extensivamente utilizado na Guerra do Vietnã.

## Projeto e desenvolvimento
Após o fim da guerra, as Forças Aéreas do Exército dos Estados Unidos que acabaram por se tornar na Força Aérea dos Estados Unidos em 1947, que emitiu um requerimento para um novo planador de assalto pesado para substituir modelos menores que ainda estavam em serviço, tendo todos sido declarados obsoletos. Os novos planadores deveriam ser construídos totalmente em metal e também deveriam ser fáceis de adaptar uma configuração motorizada. Como parte de um programa de desenvolvimento de cinco anos, um contrato foi celebrado com a Chase Aircraft Company de Trenton, Nova Jérsia em Agosto de 1946 para a construção de dois tipos de planadores. Estes incluíam um modelo menor, designado XCG-18A, e o maior e definitivo sendo designado XCG-20.

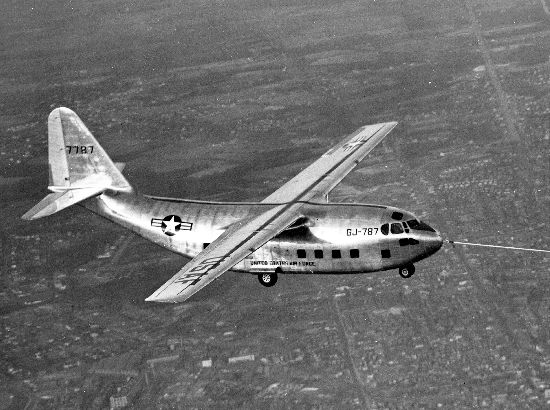
O segundo XG-20 (s/n 47-787) durante testes em voo

O XCG-20, redesignado XG-20 em 1948 com a criação da força aérea, foi o maior planador já construído nos Estados Unidos e o último planador militar a ser construído para as Forças Armadas dos Estados Unidos. Seu desenho incluía uma asa alta e trem de pouso triciclo retrátil com uma APU fornecendo força hidráulica para o trem de pouso e flaps. A seção do nariz era reforçada para dar uma proteção aos pilotos no caso de um acidente no pouso, permitindo também uma conexão mais forte possível com o avião rebocador. O porão de carga tinha 30 ft (9,14 m) de comprimento e 12 ft (3,66 m) de largura; em uma configuração inovadora, a fuselagem traseira tinha uma parte elevada com uma rampa traseira integrada. Isto permitia que veículos pudessem ser levados diretamente para dentro e fora da aeronave, agilizando assim o processo de carregamento e descarregamento.

## Histórico operacional

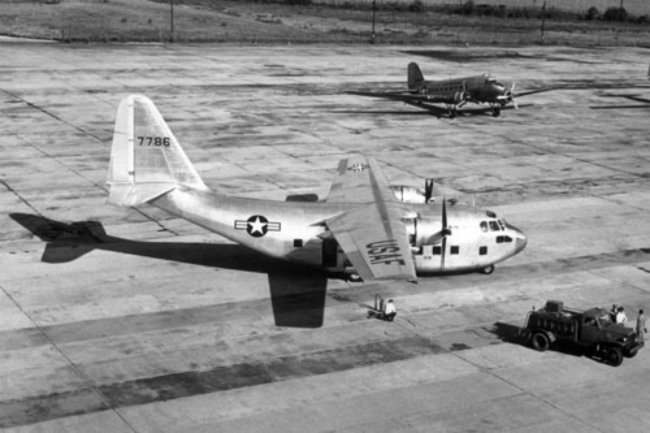
O XC-123 (s/n 47-786) em 1949

Apesar do primeiro protótipo do XG-20 nunca ter voado como planador, o segundo protótipo realizou o primeiro voo da aeronave em Abril de 1950. Após sua exibição ao público na Pope Air Force Base como parte de um exercício militar que ocorria durante aquele mês, o XG-20 passou por testes de voo; durante o final do verão, foi avaliado contra outras várias aeronaves de transporte na Eglin Air Force Base na Flórida. Apesar de não possuir nenhuma falha óbvia, o programa de testes confirmou que uma aeronave de "transporte de assalto" motorizada igualava-se ao planador no desempenho de pouso; ficando então obsoleto, o planador não foi utilizado pela Força Aérea, sendo o projeto do XG-20 cancelado.
Entretanto, a Chase havia projetado a aeronave para permitir uma fácil instalação de motores; o primeiro XG-20 já havia sido modificado com dois motores radiais, tornando-se o XC-123, protótipo da família C-123 Provider. Enquanto isso, o segundo protótipo do XG-20 retornou à fábrica, recebendo dois motores turbojato General Electric J47, tornando-se no XC-123A, a primeira aeronave de transporte a jato construída nos Estados Unidos.

### Aeronaves relacionadas
- Fairchild C-123

### Aeronaves similares
- Ilyushin Il-32
- Messerschmitt Me 321